# Novi Homenkî, Șarhorod
Novi Homenkî (în ucraineană Нові Хоменки) este un sat în comuna Homenkî din raionul Șarhorod, regiunea Vinnița, Ucraina.

## Demografie
Componența lingvistică a localității Novi Homenkî
     Ucraineană (99,68%)
     Alte limbi (0,32%)
Conform recensământului din 2001, majoritatea populației localității Novi Homenkî era vorbitoare de ucraineană (99,68%), existând în minoritate și vorbitori de alte limbi.